# Gustav Wolter
Gustav Wolter (geboren 23. Januar 1899 in Schnarsleben; gestorben 1. Januar 1967 in Kopenhagen) war ein deutscher Politiker der Sozialdemokratischen Partei Deutschlands (SPD). 

## Leben
Gustav Wolter erlernte den Beruf eines Drehers. Er trat nach Ende des Ersten Weltkriegs in die SPD ein. Wolter wurde 1930 Abgeordneter der SPD im 6. Landtag des Freistaats Braunschweig und von seiner Fraktion in den Bildungsausschuss des Landtags entsandt. Nach der Machtergreifung der Nationalsozialisten 1933 und dem Vorläufigen Gesetz zur Gleichschaltung der Länder mit dem Reich wurde der Braunschweigische Landtag nach dem Ergebnis der Reichstagswahl vom 5. März 1933 neu gebildet. Wolter gehörte demnach zu den SPD-Abgeordneten des 7. Landtags. Er war aber bereits am 3. März wegen des Verteilens von Flugblättern verhaftet und im Zuchthaus Wolfenbüttel inhaftiert worden. Die SPD nahm wegen der Verhaftungen ihrer Funktionäre an der Landtagseröffnung am 29. April nicht teil.
Wolter kam wieder frei und floh im Oktober 1933 nach Dänemark. Er heiratete eine Dänin, sie hatten zwei Kinder. Nachdem seit 1940 Dänemark unter deutscher Besatzung stand, wollte Wolter 1941 nach Schweden fliehen. Die Flucht misslang, und er wurde von den Deutschen verhaftet. Dank der Intervention des dänischen Königs wurde er nicht nach Deutschland deportiert. 
Nach Kriegsende engagierte sich Wolter in der Flüchtlingshilfe im Matteotti-Komitee. Im Auftrag des Londoner Parteivorstands der SPD leitete er die Geschäfte der Landesgruppe Dänemark der Exil-SPD und arbeitete mit Hans Reinowski zusammen.
Wolter kehrte im März 1948 nach Deutschland zurück und arbeitete ab Mai 1948 als Abteilungsleiter in der Verwaltung des Deutschen Volksrats mit Sitz in der Sowjetischen Besatzungszone (SBZ). Im November 1948 floh er aus der SBZ nach Hamburg und ging im August 1949 wieder nach Dänemark.  